# John Page (pattinatore)
John Ferguson Page, detto Jack (Brooklands, 27 marzo 1900 – Manchester, 14 febbraio 1947), è stato un pattinatore artistico su ghiaccio britannico.

## Palmarès

### Individuale maschile

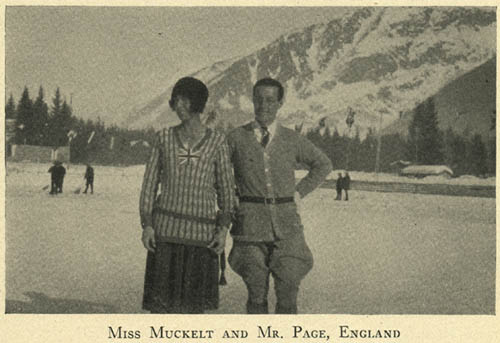
Page con Muckelt

| Evento                          | 1922 | 1923 | 1924 | 1925 | 1926 | 1927 | 1928 | 1929 | 1930 | 1931 | 1932 | 1933 |
| ------------------------------- | ---- | ---- | ---- | ---- | ---- | ---- | ---- | ---- | ---- | ---- | ---- | ---- |
| Giochi olimpici invernali       |      |      | 5°   |      |      |      | 9°   |      |      |      |      |      |
| Campionati mondiali             |      |      | 4°   |      | 3°   | 5°   | 4°   | 4°   |      |      |      |      |
| Campionati europei              |      |      | 5°   |      | 4°   |      |      |      |      |      |      |      |
| Campionati nazionali britannici | 1°   | 1°   | 1°   | 1°   | 1°   | 1°   | 1°   | 1°   | 1°   | 1°   |      | 1°   |

### Coppie con Ethel Muckelt
| Evento                    | 1924 | 1926 | 1928 |
| ------------------------- | ---- | ---- | ---- |
| Giochi olimpici invernali | 4°   |      | 7°   |
| Campionati mondiali       | 2°   | 6°   | 4°   |